# Villa de Santa María de la Victoria
La Villa de Santa María de la Victoria estuvo ubicada en lo que hoy es el estado de Tabasco, en México. Hoy desaparecida, fue la primera ciudad española en territorio mexicano. Se encontraba en el lugar que ocupó la ciudad maya de Potonchán, capital del reino de Tabscoob, en la margen izquierda del río que los españoles bautizaron como Grijalva (frente al actual puerto de Frontera) a unas leguas de la desembocadura al mar. Se cree que la ciudad de Frontera sea la misma villa.
El conquistador español Hernán Cortés, quien fundó la villa, le puso ese nombre en honor a la victoria obtenida sobre los indígenas mayas justo el día de "la encarnación del Divino Verbo".
La «Villa de Santa María de la Victoria» llegó a ser la capital de la provincia de Tabasco, y enclave español desde donde Francisco de Montejo planeó e inició la conquista de Yucatán. Sin embargo, no tuvo un gran desarrollo como otras ciudades coloniales debido a lo inhóspito que resultaba para los españoles vivir en un territorio cubierto de selvas, agua y grandes pantanos, además que en el territorio no existían metales preciosos, por lo que una vez conquistado Yucatán en 1542, Montejo trasladó los poderes hacia la recién fundada ciudad de Mérida.
Los continuos ataques piratas que azotaron a la villa durante más de cien años, así como el abandono de la región de parte de las autoridades de la colonia, fueron la causa principal de que a partir de 1557 los habitantes poco a poco fueran abandonando la villa para establecerse en zonas tierra a dentro que escaparan del ataque de los piratas. Lo que obligó a las autoridades españolas a fundar el 24 de junio de 1564 la villa de San Juan Bautista (hoy Villahermosa).
El tiro de gracia para la villa vino cuando en el año de 1641 el virrey Diego López Pacheco autoriza que los poderes de la provincia de Tabasco sean cambiados de Santa María de la Victoria a la villa de San Juan Bautista, con lo que al paso del tiempo, los últimos vecinos abandonaron definitivamente la villa.

## Fundación

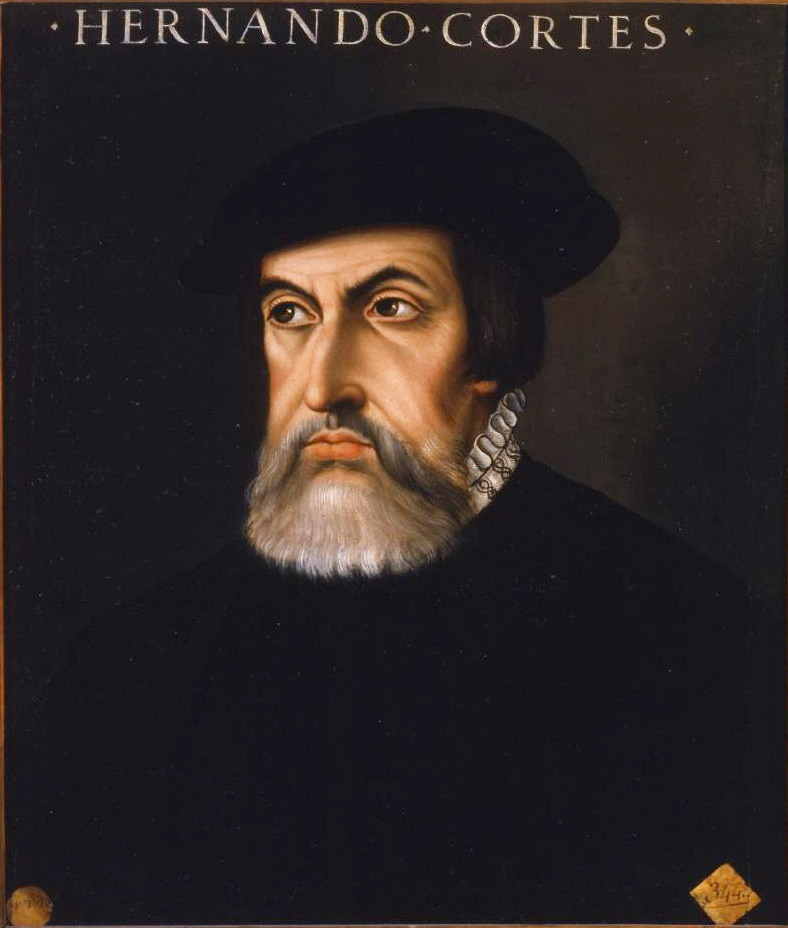
Hernán Cortés, fundador de Santa María de la Victoria, primera población española en la Nueva España.

La Villa de Santa María de la Victoria fue fundada el 25 de marzo de 1519 por el propio Hernán Cortés, después de derrotar a los indígenas en la que se conoce como la Batalla de Centla.

..."Y después de apeados debajo de unos árboles y casas que allí estaban, dimos muchas gracias a Dios por habernos dado aquella victoria tan cumplida, y como era día de Nuestra Señora de marzo, llamóse una villa que se pobló, el tiempo andando, Santa María de la Victoria, así por ser día de Nuestra Señora como por la gran victoria que tuvimos. Aquella fue la primera guerra que tuvimos en compañía de Cortés en la Nueva España (...) y fuimos a ver los muertos que había por el campo y eran más de ochocientos (...) Estuvimos en esa batalla sobre una hora, que no les pudimos hacer perder punto de buenos guerreros hasta que vinieron los de a caballo. (...) luego enterramos dos soldados y quemamos las heridas a los demás y a los caballos (...) y que en aquella batalla había para cada uno de nosotros tantos indios que a puñados de tierra nos cegaran, salvo que la gran misericordia de Nuestro Señor en todo nos ayudaba (...) y cenamos y reposamos (...) Y dejémosle aquí, y diré lo que más pasamos"
Bernal Díaz del Castillo, "Historia Verdadera de la Conquista de la Nueva España"

Al terminar la batalla, Cortés se dirigió a la plaza principal de la ciudad maya de Potonchán en donde se encontraba una gran ceiba (árbol considerado sagrado por los mayas), sacó su espada y dio dos golpes sobre el tallo de la ceiba, tomando posesión de estos territorios a nombre de los Reyes de España decretando la fundación de la ciudad.

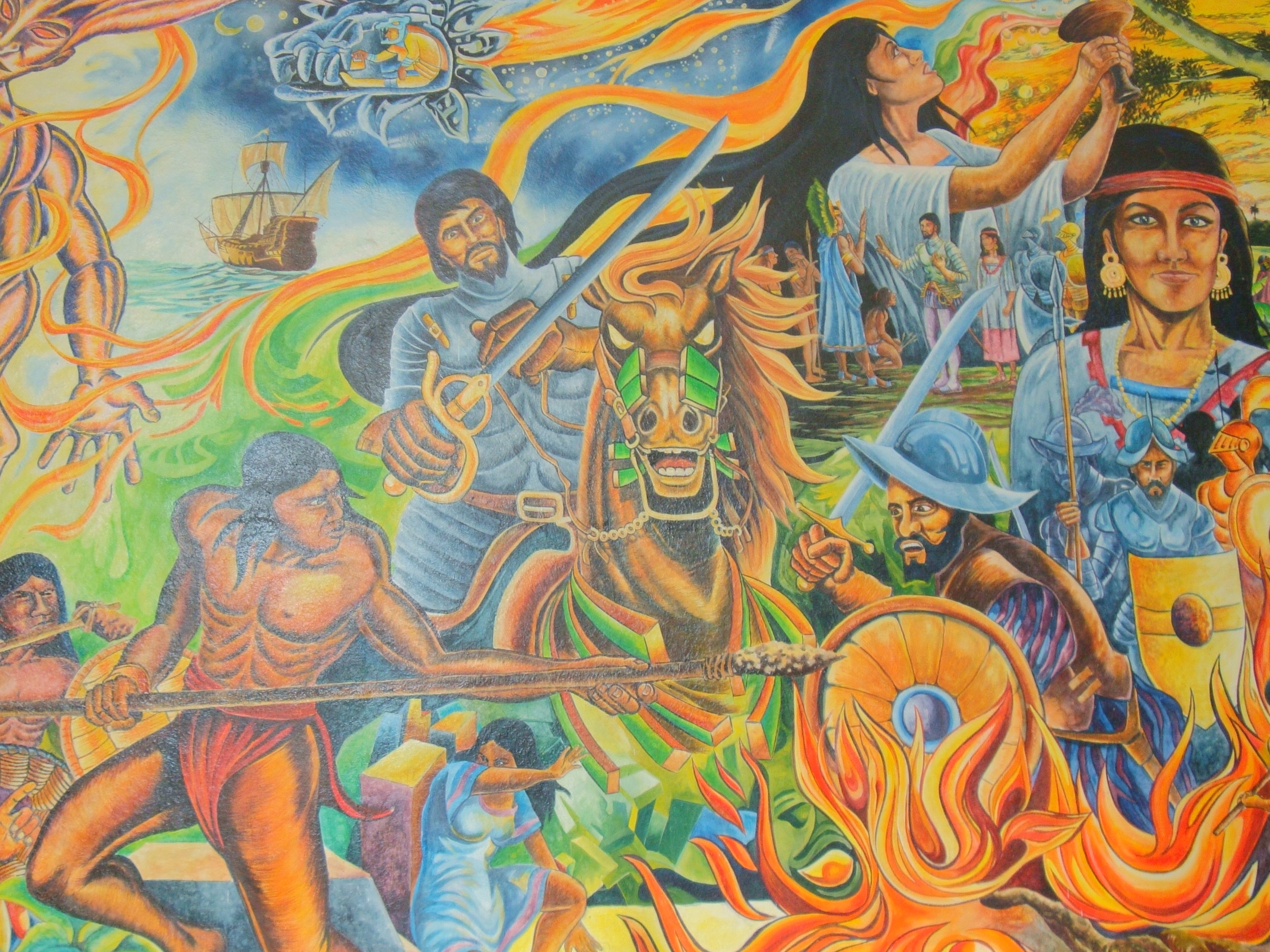
Batalla de Centla en 1519.

Posteriormente, Cortés mandó buscar a las autoridades indígenas a quienes les indicó que deberían convertirse al catolicismo y honrar a los monarcas españoles, quienes eran los dueños de esas tierras. Y para efecto, se realizó la que fuera la primera misa cristiana del continente, oficiada por Fray Bartolomé de Olmedo, en donde los españoles dieron gracias a Dios por haber triunfado en la batalla y además se procedió a bautizar a los indígenas, así como a 20 esclavas que fueron regaladas a Cortés por el monarca indígena Tabscoob.
Entre las 20 indígenas estaba una que sería de gran utilidad a Cortés para lograr la conquista de Tenochtitlan. Se trata de Malitzin, conocida como la Malinche que fue bautizada con el nombre de Marina, y quien debido a su manejo de la lengua nahuatl, junto con el maya (y el castellano, que pronto aprendió) pudo servir de traductora entre los conquistadores y los indígenas mexicas.
Es en la Villa de Santa María de la Victoria en donde Cortés es informado de la existencia de un reino muy grande y poderoso ubicado "hacia donde se mete el sol" en el que había mucho oro y riquezas. Es así como Cortés, ambicioso de encontrar riquezas, abandona la ciudad a las pocas semanas dejando un grupo de soldados españoles para "poblar y pacificar" la región, dejándoles además una gran cruz de madera, así como un estandarte con la imagen de la Virgen María para ser venerada, y parte hacia "Culua" (hoy San Juan de Ulúa, Veracruz) en busca de las riquezas de las nuevas tierras.
Al poco tiempo de la partida de Cortés, los indígenas se rebelan contra los españoles y destruyen la ciudad.

## Reconstrucción de la Villa
Tendría que pasar cinco años, cuando en 1524 en su viaje a las Hibueras, Cortés pasa cerca de la Villa de Santa María de la Victoria y es informado por un grupo de españoles de la precaria situación en la que viven los pocos habitantes, a causa del abandono de las autoridades españolas y la hostilidad de los indígenas, teniendo que vivir atrincherados en la villa y solo salían para robar comida y así poder sobrevivir. Por lo que a su regreso a la Ciudad de México, en 1525 Cortés envía al Capitán Juan de Vallecillo como encargado de "pacificar" la región, convirtiéndose este, ese mismo año de 1525, en el primer Gobernador de la Provincia de Tabasco.
A su llegada, Juan de Vallecillo encuentra una ciudad semidestruida y a un grupo de españoles viviendo en precarias condiciones, por lo que reconstruye la villa y crea las autoridades, iniciando la lucha por pacificar a los indígenas de la provincia.
Sin embargo, Vallecillo no logra su objetivo debido a la gran resistencia de los indígenas, además de caer enfermo y fallecer. Un año más tarde Cortés envía a Baltasar de Osorio Gallegos, quien también fracasa en lograr la pacificación.
Es hasta 1526 en que el Rey Carlos I nombra "Adelantado" de Yucatán, Cozumel y Tabasco al capitán Francisco de Montejo, quien es encargado de pacificar y poblar Tabasco, así como conquistar Yucatán. Montejo se traslada a la Villa de Santa María de la Victoria llegando en 1528 con el título de "Alcalde Mayor de Tabasco, y después de numerosas y cruentas batallas, logra por fin en 1537 la pacificación parcial de la provincia, ya que la pacificación total se conseguiría en 1560 al derrotar definitivamente a los aguerridos cimatecos, quienes fueron los últimos tabasqueños en rendirse a los españoles.
En el año de 1530 Francisco de Montejo el "Adelantado" sale a intentar de nuevo la Conquista de Yucatán dejando en Santa María de la Victoria a su hijo Francisco de Montejo y León "el Mozo" con el título de "Alcalde Mayor de Tabasco" como responsable de continuar con las labores de pacificación de la provincia.
En 1537 ante la inestabilidad existente en Tabasco y Yucatán, Francisco de Montejo solicita apoyo de la Corona española, por lo que la Reina Juana I emite una real cédula nombrando a Montejo como gobernador Tabasco, Yucatán y Honduras, por lo que el "Adelantado" se traslada a Honduras para lograr su pacificación.
Estando en Centroamérica en 1539, Montejo consigue para su hijo el Mozo el título de gobernador de Tabasco y le proporciona apoyo económico y militar para continuar con la pacificación de la provincia.
En 1542 Francisco de Montejo logra la Conquista de Yucatán y traslada los poderes de sus nuevos territorios a la recién fundada ciudad de Mérida, enviando a su hijo Francisco de Montejo "El Mozo" como Gobernador de la Provincia de Tabasco residiendo en Santa María de la Victoria.
En 1557 comienzan las incursiones piratas en las costas tabasqueñas, asentándose los piratas en la isla de Tris (hoy isla del Carmen) y convirtiéndose en un verdadero azote para la capital de la Provincia.
En varias ocasiones los piratas saquean, incendian y destruyen la ciudad, sembrando el terror entre sus habitantes, lo que provoca que algunos vecinos se vayan de la ciudad remontando el río Grijalva hasta llegar a un lugar que tenía tres lomas, estableciéndose ahí y nombrándole San Juan Bautista de Villahermosa.
En el año de 1564, llega a Tabasco el español Diego de Quijada y tras remontar el río Grijalva, llega a las tres lomas en donde ya encuentra un grupo de personas que habitaban ahí, y así el 24 de junio de 1564 funda oficialmente la ciudad con el nombre de Villa Carmona. Años más tarde se le cambiaría el nombre por el de San Juan Bautista.
Como los ataques de los piratas no disminuían, es más, se intensificaban, destacando el terrible ataque de piratas holandeses en 1597, quienes saquearon e incendiaron por completo la villa, poco a poco los habitantes de Santa María de la Victoria comenzaron a abandonar la ciudad, y en 1641 el Virrey Diego López Pacheco autoriza el cambio de los poderes de la Provincia de Tabasco, de Santa María de la Victoria a San Juan Bautista, llevándose a efecto dicho acto el 24 de junio de 1642.

## Entorno geográfico
La villa de Santa María de la Victoria, estaba construida en un terreno arenisco, en la margen izquierda del río Tabasco al que los españoles rebautizaron como Grijalva, muy cerca de la desembocadura con el Golfo de México, los terrenos eran bajos, así que la villa se encontraba rodeada de agua, por un lado el río, y por los otros lados, terrenos pantanosos, característicos de la zona, y bajo condiciones climatológicas del trópico húmedo.

"...esta villa esta más baja que esta tierra. Está cercada toda de agua, está en muy poca tierra; cuando los nortes corren recio casi se aniega; es toda arenisca; no hay tierra ni piedras; tiene una calle sola; son las casas de cañizo y la cubierta de guano; está sobre el río Grixalva (Grijalva); hay media legua de la mar; está por la otra parte una laguna que el mismo río hace grande, de manera que está toda cercada de agua. Esta villa se llama Santa María de la Victoria; tomaron por abogada a Santa María de la Victoria; se llamó porque fue la primera victoria que el Marqués tuvo..."
Cabildo de la Villa de Santa María de la Victoria. 1577

## Infraestructura urbana
Por las condiciones geográficas de la zona, que configuraron un entorno hostil para los habitantes de la villa, la arquitectura, traza e infraestructura urbana de Santa María de la Victoria, no competían con la de ciudades como Mérida o Ciudad Real, tampoco con cualquier otra ciudad del centro de México o el Bajío, sin embargo, Santa María de la Victoria tuvo traza, arquitectura y organización urbana propia, y permaneció como el asiento principal de la provincia de Tabasco, durante más de 120 años.
La mayoría de las construcciones fueron de madera, seto y huano, aunque había algunas construcciones de piedra.
La villa de Santa María de la Victoria tuvo:
Calle principal: Su calle principal era "torcida", ..."conforme a lo que corre la dicha loma" desde el río hasta las partes bajas y pantanosas, que constituía el eje organizador de la villa.
Barrios: En la villa, se encontraba dividida la zona de vivienda española del barrio de los naboríos, lo que sugiere zonas diferenciadas de vivienda por grupos sociales y organizada  en entidades sociales como los "barrios". Los españoles ocupaban la "loma" y los indios las partes bajas de los laboríos (indígenas dedicados a la agricultura) y los naboríos (indígenas que servían en las casas de los encomenderos). También existía un barrio de negros.
Viviendas: Debido a las condiciones geográficas y climatológicas de la zona, las viviendas estaban construidas en su gran mayoría de madera, seto, guano, palma y jahuacte, con postes de árbol de tinto y amarres de bejuco, aunque había algunas construcciones de piedra, la cual era traída de regiones lejanas de la sierra. Las casas estaban levantadas del suelo sobre horcones, con paredes de seto de cañas, por donde penetraba el viento que llegaba del mar. Esta elevación sobre el suelo, servía para evitar la entrada del agua del río a las viviendas debido a las recurrentes inundaciones que año con año azotaban la villa. Las viviendas contaban con "tapanco" lo que les permitía guardar comida y demás enseres y salvarlos de las inundaciones.
Casa del Cabildo: El Cabildo Real albergaba a las "cajas reales", a los oficiales de la Inquisición, a la Real Hacienda, los oidores y otros funcionarios.
Plaza Principal: Era un espacio abierto, al centro, frente al río se localizaba una "gran cruz de madera" dejada ahí por Hernán Cortés al fundar la villa. La plaza estaba ubicada frente al río Grijalva, cerca del playón y el muelle, donde atracaban las embarcaciones que transportaban tanto frutas y víveres como soldados y demás mercaderías. En la plaza principal, en 1540 se colocaban los "ponedores" de menor y mayor cuantía, la picota, la horca y la atarazana. En 1561 se realizaban las pujas, se sacaba y veía la almoneda y el remate de bienes. También servía para la recepción y acopio del tributo de las encomiendas del rey. En la plaza, era constante el ir y venir de soldados españoles y de comerciantes que descargaban o cargaban las embarcaciones.
Iglesia: En 1547, se habla de que la existencia de la iglesia en la que se veneraba la imagen de la Virgen María la cual fue obsequiada por Hernán Cortés al fundar la villa en 1519. La iglesia era utilizada para las celebraciones litúrgicas y la administración de los sacramentos, la doctrinas de los indios, para festejar la elección de un nuevo Cabildo. La vida de las dos cofradías sustentadas con las limosnas de los indígenas, los cofrades y los difuntos en 1638 dan fe de la existencia de la iglesia.
Hospital: En 1620 se menciona ya la existencia del hospital de la villa, el cual inclusive se dice que dividía los barrios de las viviendas de españoles de los barrios indígenas.
Muelle: Localizado al pie de una cruz, que es el remate de la calle de la villa y loma en la que está. En el muelle se cargaban y descargaban al mes, entre 40 y 50 barcos y fragatas de la Carrera de las Indias, del "trato de su Majestad, o de particulares...", trayendo las 100 pipas de vino, los caldos de España, mercaderías de Castilla, harina, ropa, sal, jabón, herramientas, pertrechos militares, y llevándose cebo, corambres, carne salada, zarzaparrilla y cacao. Además de ser un lugar para reparar y construir embarcaciones.
Mercado: Localizado también frente al río, donde los habitantes de la villa se surtían de todos los productos que se necesitaban. En el mercado se realizaba también la venta del tributo de las encomiendas de la Corona Española: maíz, gallinas, comales, petates, mantas, y la de los indios y comarcanos particulares: frijol, calabaza, plátano, ají, tomates, legumbres, raíces, pescados, fruta, cántaros, jarros y carne.
Cementerio: La villa también contaba con un cementerio, en el que se menciona que fueron enterrados 43 ahogados de un naufragio, entre los que se encontraba el yerno de Francisco de Montejo.
Mesones: En donde se hospedaban 120 o 150 marinos que llegaban a la villa cada mes, así como un número indeterminado de personas que llegaban a la villa "de paso" en espera de trasladarse hacia Mérida, Campeche, Veracruz, Ciudad Real o a las diversas comunidades de la provincia de Tabasco. O los funcionarios reales que llegaban a Santa María de la Victoria a realizar encomiendas específicas.

## Etapas de desarrollo

### Primera etapa: de 1519 a 1560
Es la etapa de fundación y desarrollo. Inicia en 1519 cuando Hernán Cortés después de derrotar a los indígenas en la Batalla de Centla, funda la villa. Posteriormente, la precaria población es destruida e incendiada por los naturales y Cortés después de conocer la difícil situación en que vivían sus habitantes, envió en 1525 a Juan de Vallecillos, quien reconstruyó la villa.
Posteriormente, la población pasó por años difíciles, hasta 1528 en que la llegada de Francisco de Montejo representó el inicio de la pacificación y conquista del territorio, con lo que Santa María de la Victoria, ya sin la amenaza de los naturales, comenzó su lento desarrollo.
También en estos años, es cuando se desarrolla el intenso movimiento mercantil, y la villa comienza su etapa de desarrollo. Sin embargo, este crecimiento, se vería interrumpido en 1557 cuando los primeros ataques piratas hicieron su aparición, convirtiéndose en un verdadero azote no solo para la villa, sino para toda la Provincia de Tabasco.

### Segunda etapa: de 1561 a 1640
Este momento fue importante en el desarrollo de la villa, pues los barrios de laboríos y naboríos se desarrollaron en esta etapa. Se calcula que hacia 1579 la población de la villa sobrepasaba los 370 habitantes.
En 1596, siendo Alcalde Mayor de Tabasco, don Lázaro Suárez de Córdova, informa que debido a que los corsarios estuvieron muy activos contra Tabasco, mandó construir las primeras defensas contra los corsarios, para tratar de resguardar la villa.
Sin embargo y debido al desarrollo que iba teniendo la villa y la provincia de Tabasco, los ataques piratas se hacen cada vez más constantes y más fuertes, destacando el terrible ataque de 1597 cuando piratas holandeses destruyen e incendian totalmente la villa, matando a muchos de los habitantes, y secuestrando y violando a muchas mujeres. En este ataque estuvo a punto de quemarse la imagen de la Virgen María dejada por Hernán Cortés, pero pudo ser rescatada antes de que el incendio destruyera la iglesia.
En 1604, debido a los ataques piratas, el alcalde mayor de Tabasco Juan de Miranda, pide al Virrey Juan de Mendoza y Luna, que sean trasladados los poderes a San Juan Bautista. Posteriormente, ante la negativa a la solicitud anterior, y como los ataques piratas no cesaban, y continuamente destruían y saqueaban la villa, en 1619 vuelve a gestionarse el traslado de los poderes ante el Virrey Diego Fernández de Córdoba, quien lo autoriza con fecha 3 de diciembre de ese mismo año, sin embargo, el traslado no se realizó debido a que muchos vecinos no quisieron abandonar la villa.

### Tercera etapa: de 1641 a 1660
En esta etapa es crucial, porque es cuando se define el futuro de la villa, ya que debido a los continuos y cada vez más feroces ataques piratas, el Virrey Diego López Pacheco, autoriza el 3 de febrero de 1641 el traslado de los poderes de la Provincia de Tabasco, de Santa María de la Victoria hacia San Juan Bautista. Dicho traslado, se realizó el 24 de junio de 1641, llevando las autoridades, la imagen de la Virgen María, el Pendón Real, el archivo y algunas armas.
En su "Historia de Yucatán"', Diego López Cogolludo al referirse a la Provincia de Tabasco describe:

"...Tiene dos villas aunque de poca vecindad, una se llama Villahermosa donde reside el Alcalde Mayor por estar situada en medio de la comarca, desde donde despacha los negocios de su gobierno (...). Mayor vecindad tiene la villa de Santa María de la Victoria, donde hay dos alcaldes ordinarios, un alguacil mayor, un alférez mayor y un procurador general de quienes se compone el Cabildo Secular"'

En 1655 la población de la villa era de 1,500 habitantes, y aunque ya no era la capital de la provincia, continuaba siendo la villa más poblada.
A partir de esta etapa, se inicia el lento pero paulatino despoblamiento de la villa, ya que los vecinos comienzan a emigrar hacia San Juan Bautista en busca de un lugar más seguro para vivir, por lo que en 1677 sería finalmente abandonada cuando los últimos habitantes se desplazaron hacia la capital de la provincia.